# Stefan Tobler
Stefan Tobler (* 7. September 1959 in St. Gallen) ist ein Schweizer evangelisch-lutherischer Theologe.

## Leben
Von 1979 bis 1984 studierte Tobler an der Theologischen Fakultät der Universität Zürich. Nach dem Vikariat 1987/1988 und der Ordination zum VDM der reformierten Landeskirche des Kantons St. Gallen absolvierte er von 1988 bis 1994 ein Promotionsstudium an der Vrije Universiteit Amsterdam (praxisbegleitend). Nach der Promotion 1994 im Fach Dogmatik und der Habilitation 2001 im Fach Systematische Theologie an der Evangelisch-Theologischen Fakultät Tübingen wurde er Professor für Systematische Theologie an der Lucian-Blaga-Universität in Hermannstadt, Rumänien.

## Schriften (Auswahl)
- Analogia caritatis. Kirche als Geschöpf und Abbild der Trinität. 1994, OCLC 962113519.
- Jesu Gottverlassenheit als Heilsereignis in der Spiritualität Chiara Lubichs. Ein Beitrag zur Überwindung der Sprachnot in der Soteriologie. Berlin 2002, ISBN 3-11-017255-0.
- mit Judith Povilus (Hrsg.): Dreifaltige Einheit. Über die mystische Erfahrung von Chiara Lubich. München 2021, ISBN 3-7346-1282-9.